# Хімічні грілки
Хімічні грілки  — це невеликі за розміром пакети, здебільшого одноразові, які призначені для зігрівання рук, ніг та інших ділянок тіла.
Джерелом тепла в них виступає процес хімічної реакції між складовими компонентами.
Зазвичай такими грілками користуються люди під час активного відпочинку на природі, у горах, під час роботи на вулиці, в польових умовах при екстремально низьких температурах та в інших випадках, коли потрібно убезпечити себе від переохолодження.
Саме з цієї причини окремою категорією користувачів, що визнають доцільність застосування хімічних одноразових грілок є військові.
Доволі поширеними залишаються й інші види грілок, які забезпечують заспокійливе тепло при больових відчуттях у м'язах і суглобах.

## Історія
У 1891 році Джонатаном Т. Еллісом з Нью-Джерсі вперше була запатентована грілка для рук і ніг.
Перша каталітична грілка для рук, що потрапила на полиці магазинів, була створена японським винахідником Ніічі Матоба, який отримав патент на застосування принципу реакції окислення, що виробляє тепло за допомогою платинового каталізу. У 1923 році він виготовив прототип свого пристрою, назвавши його HAKUKIN-kairo (грілка HAKKIN). Каталітичні грілки для рук за цією технологією досі виробляються в Японії.

## В Україні
У 2022 році із початком війни, що розгорнула Російська Федерація проти України, різноманітні грілки стали масово використовуватися військовими для особистого обігріву.
Окрім використання грілок за прямим призначенням, воєнні почали застосовувати їх для відігріву батарей дронів та для підтримки температури зберігання лікарських препаратів на необхідному рівні.
Через обстріли критичної інфраструктури України, грілки знадобились і цивільним громадянам, чиї оселі потрапили під відключення централізованого теплопостачання та електроенергії. Крім особистого обігріву, тепло грілок стало в нагоді домашнім тваринам та рептиліям, які потребують особливих умов утримання.

## Види
Залежно від матеріалу та принципу вироблення тепла грілки бувають: побутові, акумуляторні, каталітичні вугільні, каталітичні паливні, сольові, термохімічні одноразові.
- Термохімічні одноразові грілки, що активуються повітрям

Існують у форматах: для рук, для ніг та для тіла. Мають вигляд герметично упакованих невеликих тканинних мішечків.
Містять активоване вугілля, залізний порошок, вермикуліт, сіль та воду. Активуються після розкриття упаковки протягом 5-10 хвилин, та залежно від виду підтримують середню температуру 45-55°С до 8 годин. Виробляють тепло в результаті екзотермічного окислення заліза під дією кисню. Молекули О2 в повітрі реагують із залізом, а каталізатором процесу виступає сіль.
- Побутові грілки

Це грілки, що перед використанням розігрівають у мікрохвильовій печі. Їх зазвичай виготовляються з товстої ізоляційної тканини, і наповнюються зернами, наприклад, пшеницею, гречкою чи насінням льону. Часто до суміші наповнювачів додають ароматичні сполуки, щоб додатково створити приємний або заспокійливий запах при нагріванні.
Через відносну простий процес виробництва таких грілок, вони зазвичай мають нестандартну форму та виготовляються вручну.
- Акумуляторні грілки

Акумуляторні грілки використовують електрорезистивні нагрівальні пристрої для перетворення електричної енергії акумулятора в тепло. Зазвичай такі грілки можуть працювати до 6 годин, з тепловим виходом 40-48°С.
Акумуляторні електричні грілки можна заряджати від електромережі або за допомогою USB.
- Каталітичні вугільні грілки

Тепло у вугільних грілках виробляється при спалюванні вугільного картриджа. Зазвичай футляри для вугільних грілок виготовлені з металу та покриті фетром. Для запуску процесу нагрівання необхідно підпалити обидва кінці вугільного картриджа, розжарити всю бічну поверхню, загасити та поставити тліючий картридж всередину корпусу. Нагрівач не слід відкривати протягом 45 хвилин після початку горіння.
Дія таких грілок триває від 6 до 8 годин. Середня температура нагрівання сягає 60 °C.
- Каталітичні паливні грілки

Паливні грілки використовують рідину для запальничок (високоочищену нафту) в блоці згоряння каталізатора, який працює при більш низькій температурі, ніж відкрите полум'я, зі зниженим ризиком пожежі. Після запалювання, грілка поміщається всередину чохла - тканинного мішечка зі шнурком. Такий спосіб використання контролює подачу кисню до каталізатора і захищає шкіру від опіків.
Повторне використання здійснюється шляхом перезаправки резервуару грілки.
Сучасні пристрої використовують підкладку зі скловолокна, покриту платиною.
- Сольові грілки

В них виділення тепла відбувається при згинанні невеликого металевого стержня всередині пакету із міцної плівки, наповненого сольовим розчином. Стрижень відразу розпочинає процес кристалізації розчину, що супроводжується виділенням тепла. Температура сягає 50 °C і підтримується протягом 30-45 хвилин.
Цей тип грілки є багаторазовим. Її можна повернути у початковий стан і повторно використовувати декілька сотень разів. Для цього сольову грілку слід прокип’ятити у воді 10-15 хвилин, та охолодити.

## Використання
Найрозповсюдженішими на сьогоднішній день є термохімічні одноразові грілки для рук, ніг та інших ділянок тіла, що виробляють тепло в результаті екзотермічної реакції між складовими компонентами.
Термін виділення тепла складає 6-8 годин і залежить від типу грілки. Для початку нагрівання необхідно розкрити герметичну упаковку, злегка струсити тканинний мішечок та зачекати. Через 5-10 хвилин грілка стає придатною для обігріву рук, ніг, та інших частин тіла.
Щоб досягти максимальної ефективності, грілки слід використовувати за призначенням, активувати саме перед використанням та дотримуватись рекомендацій із застосування, що визначає виробник в інструкції до виробів.
Грілки для рук поміщають у кишені, для ніг - клейкою стороною кріплять у взутті на устілку, чи поверх шкарпеток, а грілки для тіла фіксують під верхнім одягом. Ні в якому разі не слід допускати прямого контакту грілки з оголеною шкірою! Така міра обережності убезпечить від появи опіків.
Після використання грілку слід утилізувати, як звичайне сміття.